# Peter Schmidt (Designer)
Peter Schmidt (* 10. Dezember 1937 in Bayreuth; † 24. Juli 2025 in Hamburg) war ein deutscher Designer.

## Werdegang

Logo der Universität Hamburg

1958 schloss Peter Schmidt sein Studium an der Werkkunstschule Kassel ab und ging 1967 nach Hamburg, um als Creative Director für Verclas + Böltz zu arbeiten. Im Jahre 1972 gründete er gemeinsam mit Waltraud Bethge die Peter Schmidt Studios und leitete diese, bis er sie 2006, angewachsen auf 160 Mitarbeiter, an die Werbeagentur BBDO verkaufte. Nach acht Jahren verließ Bethge das Unternehmen und führte das Siebdruck-Atelier in eigener Regie weiter. Aus diesem ging im Jahr 1977 der eponyme Schreibwarenhändler Bethge hervor.
In den ersten Jahren konzentrierte man sich dort auf Verpackungsdesign für Gebrauchs- und Kosmetikartikel und begann 1980 mit großem Erfolg, Parfum-Flakons zu gestalten. Es folgten nationale und internationale Design-Aufträge, zum Beispiel für Procter & Gamble, Estée Lauder und Apollinaris.
Peter Schmidt begann verstärkt Corporate-Design-Aufträge anzunehmen und konzipierte die Unternehmungserscheinungsbilder unter anderem für die Hamburgische Staatsoper, die Bundeswehr und die Stadt Hamburg. Die Peter Schmidt Studios wurden nach dem Ausstieg des Gründers umbenannt in „Peter Schmidt Group“. Seit 2007 arbeitete Schmidt mit einem kleinen Team junger Designer in Hamburg und firmierte unter seinem Namen.
Neben Corporate Design und Produktdesign gestaltete Peter Schmidt auch Bücher, Zeitschriften, Räume, Bühnenbilder sowie Websites.

## Produktdesign

Motiv des 34. Deutschen Evangelischen Kirchentags

Im Laufe der Zeit entwarf Schmidt vielbeachtete Parfüm-Flakons u. a. für Jil Sander, Hugo Boss, Strellson und Laura Biagiotti. Viele seiner Flakons sind heute Klassiker und nach teilweise 20 Jahren immer noch zu erwerben. Sein Flakon „Woman Pure“ (1980) für Jil Sander stand zeitweise im Museum of Modern Art in New York. Zuletzt gestaltete er im Parfum-/Kosmetik-Segment die Serie „Nouveau Cologne“ der Marke 4711.
Vielfach preisgekrönt wurde die 2006 entworfene „Form 2006“ für Arzberg Porzellan.
Für den Deutschen Evangelischen Kirchentag 2013 in Hamburg konzipierte Schmidt die Kampagne um die Kirchentagslosung „Soviel Du brauchst“. Damit sollte nicht nur in Hamburg und der Region der Nordkirche, sondern auch bundesweit für den Kirchentag geworben werden.

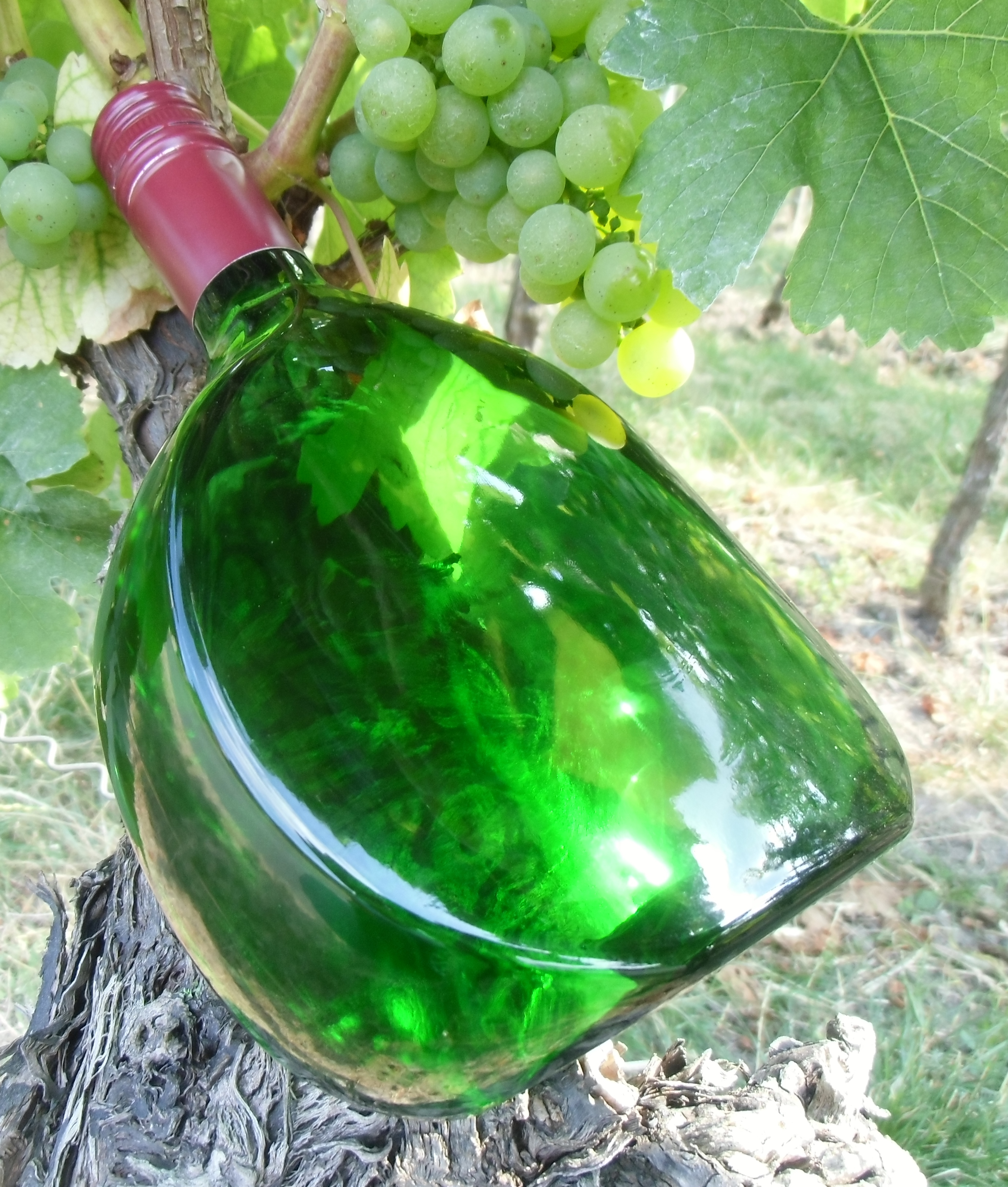
Der neue Bocksbeutel PS

Ende 2015 stellte der Fränkische Weinbauverband eine von Peter Schmidt neu gestaltete Bocksbeutel-Flasche vor, die die bisherigen Flaschen ablöste. 2017 gewann die neue Flasche den Deutschen Verpackungspreis in der Kategorie Gestaltung und Veredelung und den Deutschen Verpackungspreis in Gold; 2018 die Produktinnovation in Glas des Aktionsforum Glasverpackung.

## Bücher und Magazine
Ab 1987 gestaltete Peter Schmidt Bücher und Zeitschriften, darunter einzelne Ausgaben der Zeitschriften Harper’s Bazaar, Architektur + Wohnen, Der Feinschmecker und das Lufthansa Magazin. Als Designer konzipierte er daneben Bücher, u. a. Jagmandir mit André Heller und Das Apokalyptische Menu mit dem Fotografen Christian von Alvensleben. In der Collection Rolf Heyne erschienen zuletzt die Bücher John Neumeier – In Bewegung und Kolja Kleeberg – Das Kochbuch. Im selben Verlag wurde 2010 das Buch Inszenierte Welten über Peter Schmidt veröffentlicht; die Gestaltung übernahm er selbst.

## Bühne
In den 1990er Jahren intensivierte Peter Schmidt sein Schaffen im Bereich von Kunst und Kultur und wandte sich auch dem Theater zu. Er entwarf die Bühnenbilder für John Neumeiers Ballette „Zwischenräume“ (1994), „Tod in Venedig“ (2003) und „Parzival“ (2007) sowie die Bühnenbilder und Kostüme für die Oper „Madrugada“ von Ichirô Nodairo, die unter der musikalischen Leitung von Kent Nagano 2005 beim Schleswig-Holstein Musikfestival uraufgeführt wurde. Im Oktober 2006 wurde im Parkettfoyer der Oper Hamburg die von Peter Schmidt mitinitiierte und gestaltete Ausstellung „Verstummte Stimmen“ eröffnet. 2007 übernahm er für das Schleswig-Holstein Musikfestival die Gestaltung der Aufführung „Lamento“ in der KZ-Gedenkstätte Neuengamme. Für das Ernst Deutsch Theater in Hamburg entwarf er kontinuierlich Bühnenbilder und Kostüme (u. a. für Tina Engels Inszenierung von Kleists „Der zerbrochne Krug“ im März 2009). Gestalterisch konzipierte er außerdem u. a. einen Ballett-Abend von Heinz Spoerli für das Zürcher Ballett zur Musik von Johann Sebastian Bach und die Haydn-Oper „L’Isola disabitata“ am E.T.A.-Hoffmann-Theater in Bamberg.

## Architektur/Innenarchitektur und Ausstellungen

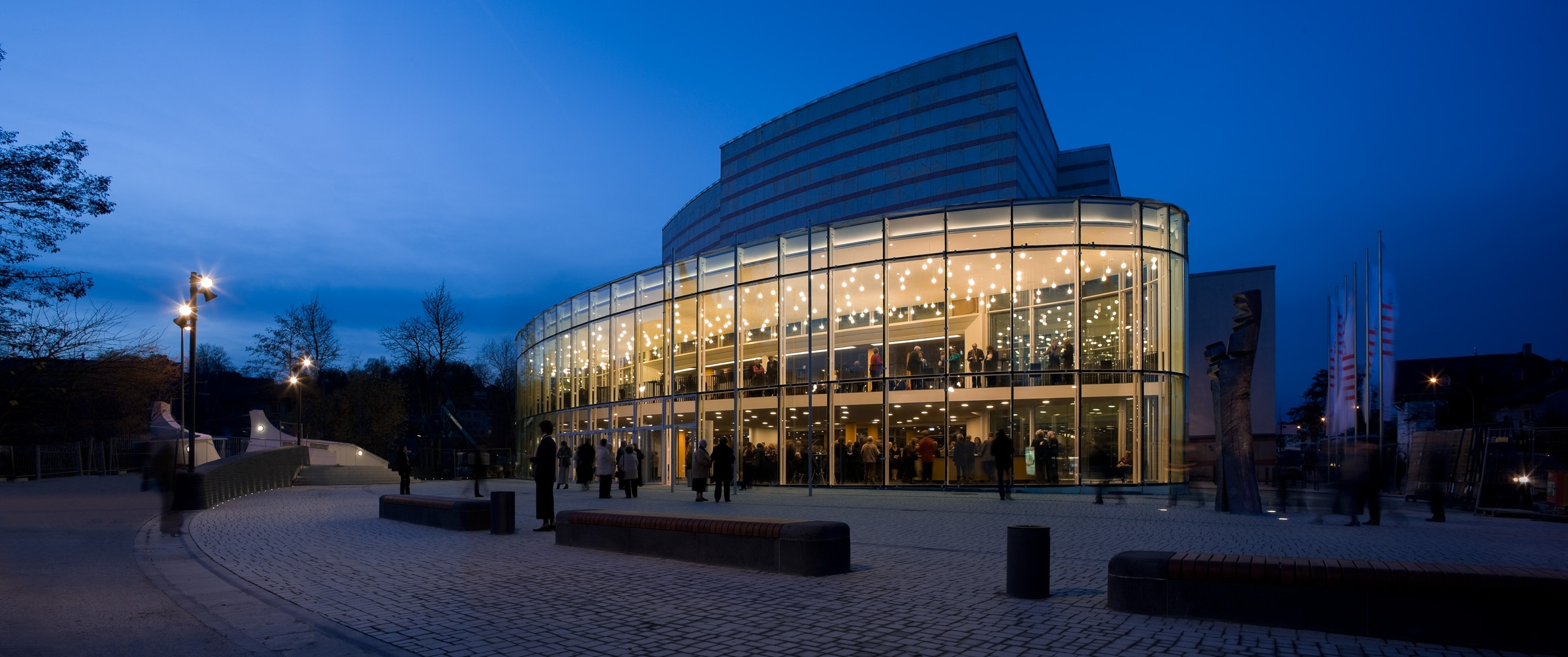
Konzerthalle Bamberg

Peter Schmidt übernahm u. a. im Jahre 2000 das vollständige Neudesign beim weltgrößten Baumkuchenhersteller Juchheim in Tokio und konzipierte die Restaurants, Shops und neue Produkte. Auch das Kernprodukt, den Baumkuchen, gestaltete er neu. 2002 wurde ihm die Umgestaltung des Foyers der Hamburgischen Staatsoper anvertraut. 2009 zeichnete Peter Schmidt verantwortlich für den Umbau der Konzerthalle in Bamberg. Dazu gehörte ein neues Foyer aus Glas und Stahl.

## Privates
Schmidt war mit Tobias Strauch verpartnert.

## Auszeichnungen und Charity
Peter Schmidt engagierte sich u. a. für die Initiative step 21 und den Verein „Licht im Schatten e. V.“. Zahlreiche Auszeichnungen würdigten sein kulturelles und gesellschaftliches Engagement. Vom Hamburger Senat wurde ihm 2006 der Ehrentitel „Professor“ verliehen. Peter Schmidt war Träger des Bundesverdienstkreuzes am Bande sowie der Silbernen Ehrenmedaille der Stadt Bayreuth. Zudem erhielt er den Karl-Schneider-Preis der Stadt Hamburg und wurde im Oktober 2007 mit dem Rolf-Mares-Preis der Hamburger Theater für die Ausstattung des Theaterstücks Nathan der Weise am Ernst Deutsch Theater ausgezeichnet. Im Jahr 2019 erhielt Peter Schmidt, unter anderem für den Bocksbeutel PS, den German Design Award Personality.